# Café Calypso
Café Calypso är en varm kaffedrink som görs på rom, kaffelikör, varmt kaffe och lättvispad grädde.